# Juan Belmonte

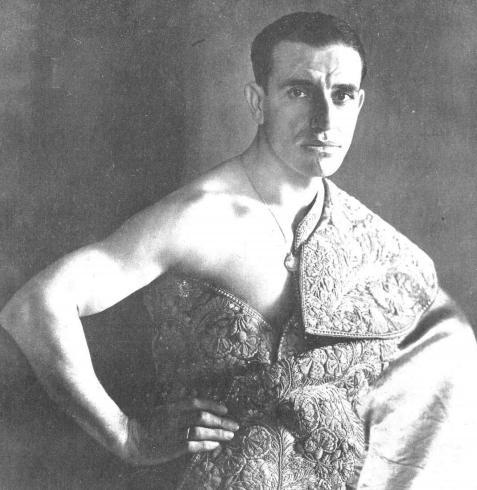
Juan Belmonte in 1926

Juan Belmonte García, bijnaam "El Pasmo de Triana" (Sevilla, 14 april 1892 – Utrera, 8 april 1962) was een Spaans stierenvechter en wordt algemeen beschouwd als de grootste matador aller tijden.

## Biografie
Belmonte werd geboren in de Sevillaanse wijk Triana, midden in het corrida-minnende Andalusië. Vanaf 1908 was hij actief als torero en hij trok door Andalusië met een groep, Los Niños Sevillanos genaamd. Op 24 juli 1910 maakte hij zijn debuut en doodde zijn eerste stier.
Belmonte ontwikkelde in de hoogtijdagen van het twintigste-eeuwse stierenvechten een geheel eigen stijl van parar, templar en mandar ("stoppen", "temperen" en "beheersen"). Een beroemde uitspraak van hem was "o te quitas tú, o te quita el toro" (vrij vertaald: "het is óf ik, óf de stier"). Hij stond heel dicht bij de stier en fier rechtop. Dit leidde ertoe dat hij gedurende zijn carrière vele steek- en snijwonden opliep.
Tussen 1913 en 1936, het jaar waarin hij definitief afscheid nam van het stierengevecht na twee eerder aangekondigde afscheidsmomenten in 1922 en 1934, vocht hij vele gevechten. Het hoogtepunt was het jaar 1919, waarin hij 109 gevechten voerde. Dit aantal was een absoluut record en werd nadien slechts in 1965 met 111 corridas door Manuel Bentez Pérez ("El Cordobés") gebroken. De Mexicaanse torero Carlos Arruza vocht 108 partijen en zei daarna voor dat jaar te stoppen uit respect voor "El Pasmo de Triana".

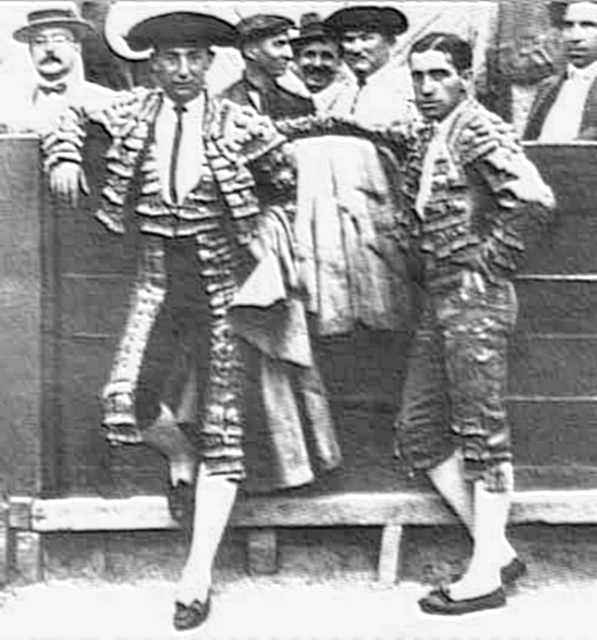
Joselito en Juan Belmonte.

## Rivaliteit
Van 1914 tot 1920 had Belmonte een professionele rivaliteit met José Gómez Ortega "Joselito", een concurrent in de strijd om "grootste stierenvechter aller tijden". Dit zorgde ervoor dat de populariteit van het stierenvechten in het straatarme Spanje van die tijd tot grote hoogten opgezweept werd. Dat het stierenvechten toen populair was, blijkt uit de uitspraak van een van de bekende matadores van die tijd, El Guerra, die zei "el que quiera verlo torear que se dé prisa", "hij die hem wil zien stierenvechten, moet opschieten". Aan dit tijdperk kwam een einde toen Joselito levensgevaarlijk gewond raakte bij een corrida, waar ook Belmonte aan meedeed, op 16 mei 1920.
Na zijn afscheid publiceerde Belmonte samen met Manuel Chaves Nogales een autobiografie die uitkwam in 1937; "Juan Belmonte, Matador De Toros: Su Vida Y Sus Hazanas". Belmonte was een goede vriend van de Amerikaanse schrijver Ernest Hemingway en laatstgenoemde laat Belmonte optreden in zijn boek "Death in the Afternoon". Net als Hemingway pleegde ook Belmonte zelfmoord in 1962 door middel van een geweerschot.

## Na zijn dood
De schrijver Manuel Chaves Nogales schreef een biografie over Belmonte en de madrileense popgroep Gabinete Caligari schreef het nummer "Sangre española" ('Spaans bloed') over Belmontes zelfmoord. De film Belmonte onder regie van Juan Sebastián Bollaín over zijn leven werd uitgebracht in 1995.